# Fýlla
Pour les articles homonymes, voir Fylla.

Fýlla, en grec moderne : Φύλλα est une petite ville du dème des Chalcidiens sur l'île d'Eubée, en Grèce.
Selon le recensement de 2011, la population de la localité compte 1 459 habitants.